# Creative Commons

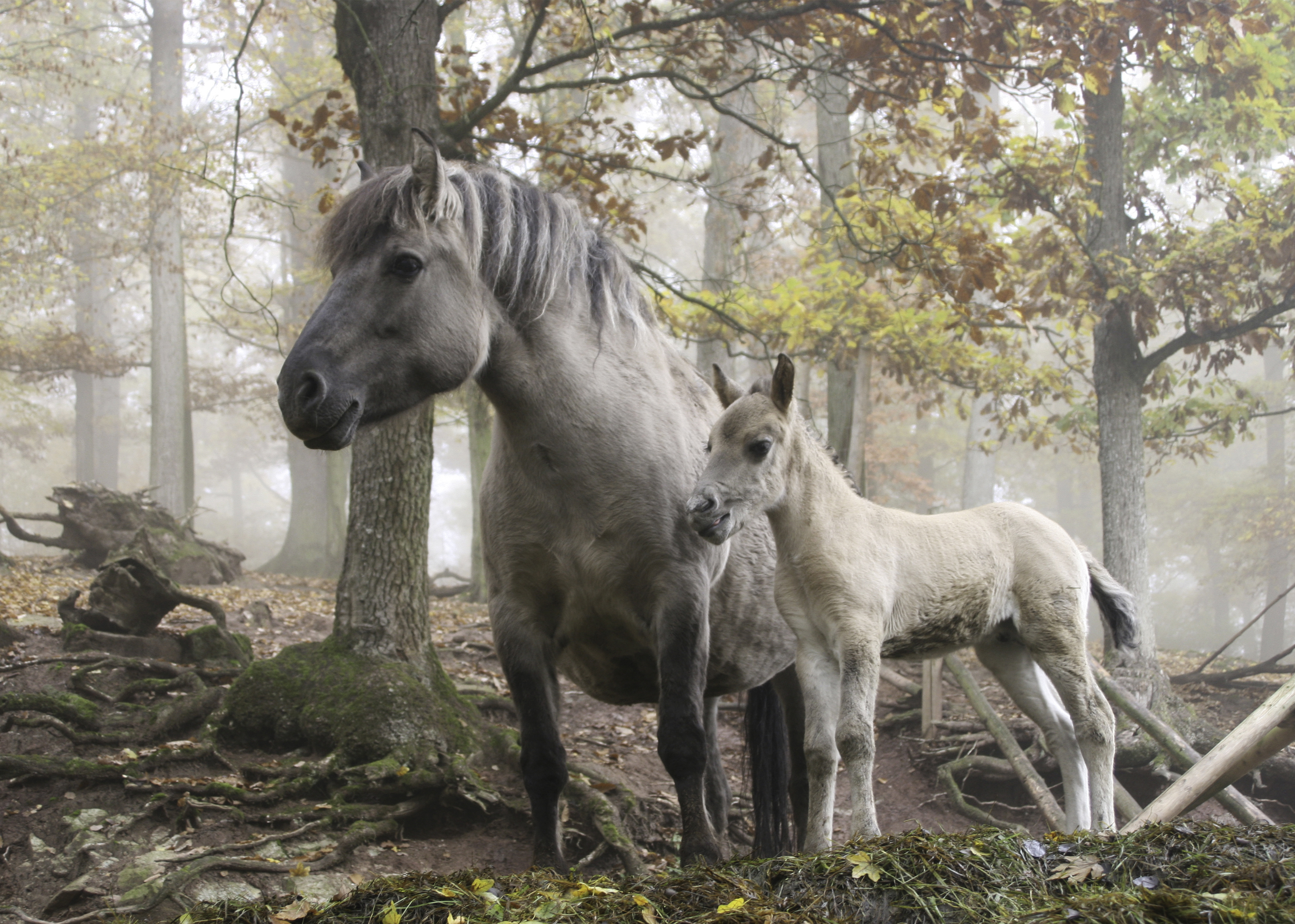
Beispiel für ein Foto unter der Lizenz CC BY-SA 2.0 de. Bei der Weiternutzung sind anzugeben: der Name des Urhebers und die Lizenz samt einem URI/URL, also „Robin Müller, CC BY-SA 2.0 de“.

Creative Commons (abgekürzt CC; englisch für schöpferisches Gemeingut, Kreativallmende) ist eine gemeinnützige Organisation, die 2001 in den USA gegründet wurde. Sie veröffentlicht verschiedene Standard-Lizenzverträge, mit denen ein Autor der Öffentlichkeit auf einfache Weise Nutzungsrechte an seinen Werken einräumen kann. Diese Lizenzen sind nicht auf einen einzelnen Werkstyp zugeschnitten, sondern für beliebige Werke anwendbar, die unter das Urheberrecht fallen, zum Beispiel Texte, Bilder, Musikstücke, Videoclips usw. Auf diese Weise entstehen Freie Inhalte.
Entgegen einem häufigen Missverständnis ist Creative Commons nicht der Name einer einzigen Lizenz, sondern einer Organisation. Die verschiedenen Lizenzen von Creative Commons unterscheiden sich erheblich. Einige CC-Lizenzen schränken die Nutzung relativ stark ein, andere wiederum sorgen dafür, dass auf das Urheberrecht so weit wie möglich verzichtet wird. Veröffentlicht jemand beispielsweise ein Werk unter der Lizenz CC BY-SA, dann erlaubt er die Nutzung durch andere Menschen unter der Bedingung, dass der Urheber sowie die betreffende Lizenz angegeben werden. Darüber hinaus darf der Nutzer das Werk unter der Bedingung verändern, dass er das bearbeitete Werk unter derselben Lizenz veröffentlicht. Das ist die Lizenz, die Wikipedia verwendet.
Freie Inhalte, ob unter einer CC-Lizenz oder unter einer anderen, sind wichtig für Menschen, die kein Geld für Texte, Bilder, Musik usw. ausgeben können oder wollen. Außerdem dürfen Inhalte unter bestimmten CC-Lizenzen verändert und weiterverarbeitet werden. Das ist wichtig für Menschen, die zum Beispiel künstlerisch mit den Inhalten umgehen wollen.

## Motivation

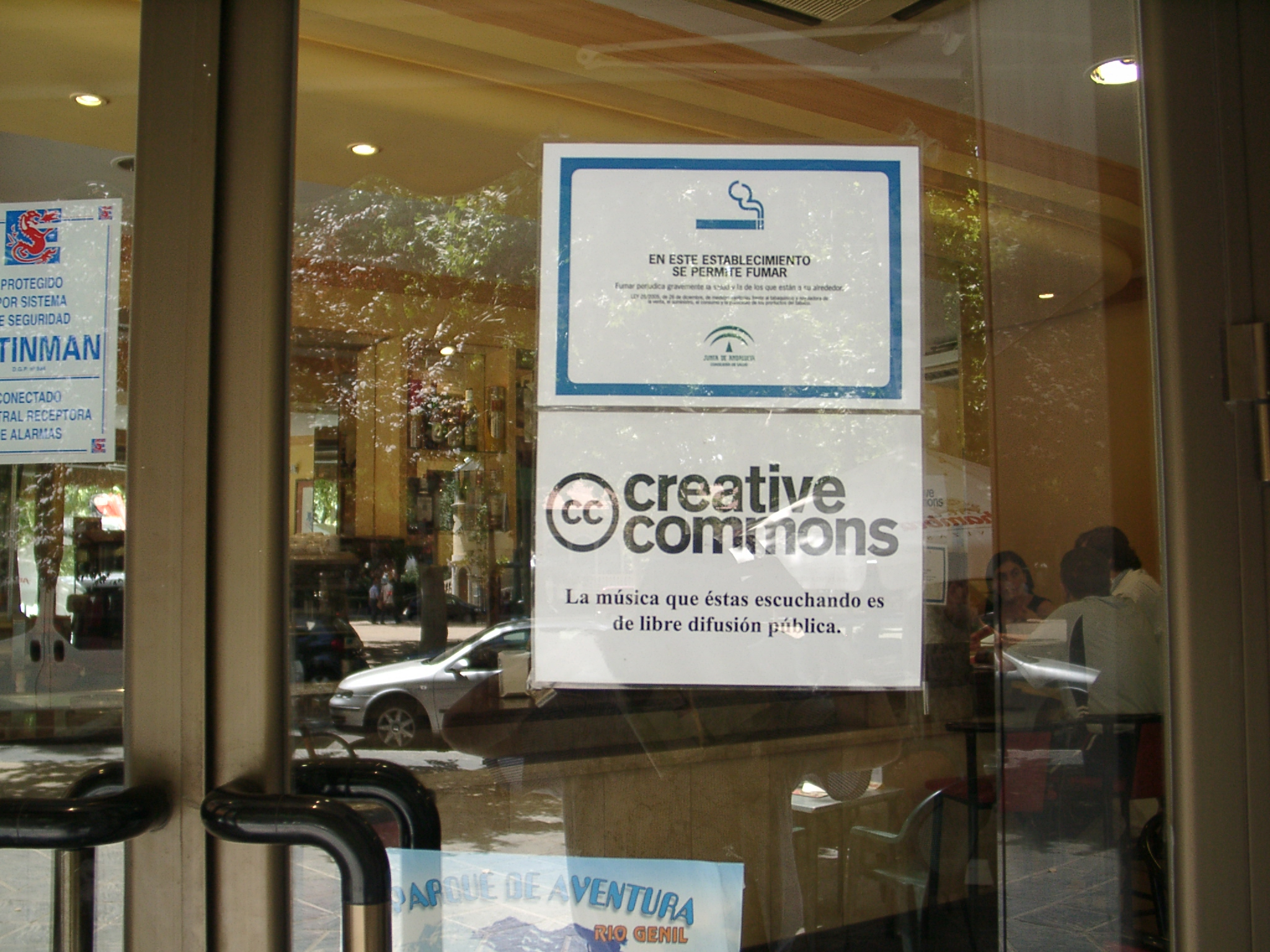
Schild an einem Lokal im spanischen Granada, in dem nur CC-lizenzierte Musik zu hören ist, 2006

Die Werke eines Schöpfers (wie Texte, Musikstücke, Bilder, Videos usw.) sind normalerweise urheberrechtlich geschützt. Der Schöpfer kann aber entscheiden, dass er Werke anderen Menschen zur Verfügung stellt, ohne dass sie ausdrücklich um Erlaubnis fragen müssen. Dazu veröffentlicht er die Werke mit einem entsprechenden Hinweis, dass er zum Beispiel das Recht zum Kopieren, Verändern und Wiederveröffentlichen allen anderen zugesteht.
Für juristische Laien ist es allerdings schwierig, einen entsprechenden Rechtstext zu formulieren. Schließlich soll deutlich sein, was erlaubt ist und was nicht, und es soll auch kein Missbrauch mit den zur Verfügung gestellten Werken möglich sein (etwa, dass jemand behauptet, er selbst sei Schöpfer dieser Werke). Um diesem Problem zu begegnen, wurde die Organisation Creative Commons gegründet, um solche Rechtstexte (Lizenzen) zu erarbeiten.

## Geschichte

Die CC BY-SA-Lizenz in der Version 1.0 bis zu Version 4.0

Gegründet wurde die Creative-Commons-Initiative 2001 in den USA, wobei der maßgebliche Kopf hinter der Initiative Lawrence Lessig war, damals Rechtsprofessor an der Stanford Law School (heute Harvard), zusammen mit Hal Abelson, Eric Eldred und mit Unterstützung des Center for the Public Domain. Der erste Artikel über Creative Commons in einem Medium von breiterem öffentlichem Interesse erschien im Februar 2002 von Hal Plotkin. Der erste Satz Lizenzen wurde im Dezember 2002 veröffentlicht. Das Gründungsteam, das die Lizenzen und die Creative-Commons-Infrastruktur, wie wir sie heute kennen, entwickelte, bestand u. a. aus Molly Shaffer Van Houweling, Glenn Otis Brown, Neeru Paharia und Ben Adida. Matthew Haughey und Aaron Swartz spielten ebenfalls wichtige Rollen in der Frühphase des Projekts. Die Creative-Commons-Initiative wird von einem Gremium von Direktoren geführt, mit einem technischen Beraterstab.
2008 waren bereits ungefähr 130 Millionen Arbeiten unter verschiedenen Creative-Commons-Lizenzen veröffentlicht. Alleine der Fotohoster Flickr hatte im Oktober 2011 über 200 Millionen Creative-Commons-lizenzierte Fotos.
Am 21. Oktober 2014 gaben Creative Commons und artlibre bekannt, dass die Lizenz CC BY-SA 4.0 mit der älteren, bereits 2000 eingeführten Lizenz Freie Kunst voll kompatibel ist. Werke, die unter diesen Lizenzen stehen, können fortan beliebig kombiniert und beliebig unter einer der beiden Lizenzen oder auch doppelt lizenziert weiterverbreitet werden.

## Lizenzen
Im Rahmen der Initiative wurden mehrere Open-Content-Lizenzen entwickelt, die sich zunächst vor allem auf das Copyright der Vereinigten Staaten bezogen. Inzwischen werden jedoch auch auf andere Rechtssysteme zugeschnittene Lizenzen entwickelt. Der Stand der Anpassung an das deutsche Recht ist unter Creative Commons International: Germany dokumentiert; Legal Project Lead für den deutschen Rechtsraum ist seit Februar 2007 John H. Weitzmann, unterstützt durch die Europäische EDV-Akademie des Rechts und das Institut für Rechtsinformatik der Universität des Saarlandes. Public Project Lead und damit verantwortlich für Öffentlichkeitsarbeit und Communitybuilding in Deutschland ist Markus Beckedahl, unterstützt durch die Berliner Agentur newthinking communications. Im deutschsprachigen Raum gibt es zudem die Länderprojekte Creative Commons Austria (Österreich) sowie Creative Commons Switzerland (Schweiz).
Bei der Suche nach einer passenden Lizenz für Weiterverwertung konnte man sich ursprünglich drei Entscheidungsfragen stellen lassen:
- Soll die Nennung des Urhebers vorgeschrieben werden?
- Ist kommerzielle Nutzung erlaubt?
- Sind Veränderungen erlaubt?
- Wenn ja: Nur bei der Verwendung derselben Lizenz?

Theoretisch gibt es elf Kombinationen. Sieben der Möglichkeiten werden angeboten (und sind nicht für veraltet erklärt). Antwortet man mit „nein“ auf die erste Frage, auf die zweite und dritte mit „ja“ und auf die vierte mit „nein“, so gibt man sein Werk in die Public Domain. Antwortet man dagegen auf die vierte Frage mit „ja“, erhält man etwas Ähnliches zur GPL.
Ab der Version 2.0 wird die Option „Public Domain“ nicht mehr angeboten, steht jedoch mit der Version CC0 in anderer Form nach wie vor zur Verfügung.

### Die Rechtemodule
| Icon | Kürzel | Name des Moduls                                     | Kurzerklärung                                                                    |
| ---- | ------ | --------------------------------------------------- | -------------------------------------------------------------------------------- |
|      | by     | Namensnennung (englisch: Attribution)               | Der Name des Urhebers muss genannt werden.                                       |
|      | nc     | Nicht kommerziell (Non-Commercial)                  | Das Werk darf nicht für kommerzielle Zwecke verwendet werden.                    |
|      | nd     | Keine Bearbeitung (No Derivatives)                  | Das Werk darf nicht verändert werden.                                            |
|      | sa     | Weitergabe unter gleichen Bedingungen (Share Alike) | Das Werk muss nach Veränderungen unter der gleichen Lizenz weitergegeben werden. |

### Die aktuellen Lizenzen

Die CC-Lizenzen, angeordnet nach ihrer Offenheit: von der Gemeinfreiheit (Public domain, PD) bis zur CC BY-NC-ND; die unten stehende Lizenz „Alle Rechte vorbehalten“ (All Rights Reserved) ist keine CC-Lizenz. Dunkelgrün sind die „Approved for Free Cultural Works“-Lizenzen, die beiden grünen Bereiche markieren die Lizenzen, die kompatibel mit der „Remix-Kultur“ sind.

Durch die Kombination der oben genannten Rechtemodule kann die Wirkung der Freigabe eines Werkes nach den Wünschen des Urhebers abgestuft erfolgen. Je nachdem, was freigegeben werden soll, werden die entsprechenden Rechtemodule gewählt und ist am Ende die konkrete Lizenz ausgestaltet. Beispielsweise könnte ein Urheber etwas dagegen haben, dass ein fremder Verlag sein Buch auf Basis der CC-Lizenz verkauft, ohne dass er am Erlös beteiligt wird. Dann kann er sich durch Wahl des Rechtemoduls NC die kommerzielle Nutzung seines Werks vorbehalten. Da sich die Rechtemodule ND für „Keine Bearbeitung“ und SA für „Weitergabe [von Bearbeitungen] nur unter gleichen Bedingungen“ logisch ausschließen sowie zudem das Rechtemodul BY für „Namensnennung“ bei allen diesen Lizenzen verpflichtend ist, ergeben sich aus den oben genannten vier Rechtemodulen genau sechs in sich abgeschlossen formulierte konkrete Lizenzen, die sogenannten „Kernlizenzen“ (englisch „core licenses“). Aus den möglichen und empfohlenen Lizenzen (CC SA ist ausgelaufen) entsprechen mit den Modulen CC BY und CC BY-SA zwei (drei mit der „Un-Lizenz“ CC0) der Definition für freie Lizenzen und sind auf der Lizenzwahlseite von Creative Commons entsprechend gekennzeichnet.
| Icons Kürzel | vollständige Bezeichnung                                                | Lizenzbedingungen | Lizenzbedingungen | Lizenzbedingungen | Lizenzbedingungen | „Approved for Free Cultural Works“? |
| Icons Kürzel | vollständige Bezeichnung                                                | international     | portiert für D    | portiert für A    | portiert für CH   | „Approved for Free Cultural Works“? |
| ------------ | ----------------------------------------------------------------------- | ----------------- | ----------------- | ----------------- | ----------------- | ----------------------------------- |
| CC0          | kein Copyright wenn möglich (Public domain) („no Copyright“)            | 1.0               | -                 | -                 | -                 | Ja                                  |
| BY           | Namensnennung                                                           | 4.0               | 3.0               | 3.0               | 3.0               | Ja                                  |
| BY-SA        | Namensnennung, Weitergabe unter gleichen Bedingungen                    | 4.0               | 3.0               | 3.0               | 3.0               | Ja                                  |
| BY-ND        | Namensnennung, keine Bearbeitung                                        | 4.0               | 3.0               | 3.0               | 3.0               | Nein                                |
| BY-NC        | Namensnennung, nicht kommerziell                                        | 4.0               | 3.0               | 3.0               | 3.0               | Nein                                |
| BY-NC-SA     | Namensnennung, nicht kommerziell, Weitergabe unter gleichen Bedingungen | 4.0               | 3.0               | 3.0               | 3.0               | Nein                                |
| BY-NC-ND     | Namensnennung, nicht kommerziell, keine Bearbeitung                     | 4.0               | 3.0               | 3.0               | 3.0               | Nein                                |

Alle sechs Kernlizenzen räumen der Allgemeinheit unter bestimmten Bedingungen Nutzungsrechte für grundsätzlich alle bekannten sowie (in der deutschen Portierung erst ab Version 3.0) alle bislang unbekannten Nutzungsarten ein. Enthalten sind also das Recht zur Vervielfältigung, weltweiten Weiterverbreitung, öffentlichen Zugänglichmachung und Aufführung sowie weitere Nutzungsrechte. Das Recht zur Veröffentlichung von bearbeiteten Fassungen des Werkes (englisch „derivatives“) wird in den Kernlizenzen mit dem Namensteil SA („share alike“) auf die Weitergabe unter gleichen Bedingungen begrenzt und bei denen mit dem Namensteil ND („no derivatives“) gar nicht gewährt. Die Kernlizenzen mit dem Namensteil NC („non-commercial“) schließen jede kommerzielle Nutzung aus. Die in allen Kernlizenzen vorhandene Grundbedingung BY (für „attribution“) fordert bei jeder Nutzung die Namensnennung des Urhebers des genutzten Werkes ein.

### Drei verschiedene Darstellungsweisen
Die Lizenzbedingungen der gewählten Creative-Commons-Lizenz werden in drei Darstellungsweisen bereitgestellt:
- Kurzfassung für Laien („Commons Deed“), welche die maßgeblichen Grundgedanken der für Juristen gedachten „Langfassung“ allgemeinverständlich und vereinfacht darstellt (international gleich). Eine Laienversion gibt es deswegen, damit ein normaler Benutzer ohne viel Mühe die von der Lizenz erzeugten rechtlichen Regeln erfassen kann. Dadurch soll es für die meisten Fälle überflüssig werden, sich durch einen Rechtsanwalt beraten zu lassen. Vollständig und rechtlich maßgeblich ist jedoch allein die „Langfassung“.
- Langfassung der Lizenz als juristischer Volltext. Diese „juristenlesbare“ Fassung ist die rechtlich allein maßgebende und je nach Version und Portierungsstand auf die nationalen Rechtsordnungen (Vereinigte Staaten, Deutschland, Frankreich etc.) „portiert“, d. h. textlich an das jeweilige nationale Recht angepasst. Alle auf die jeweiligen nationalen Rechtssysteme angepassten „Ports“ sollen im Ergebnis möglichst gleiche rechtliche Wirkungen haben und sind von den gleichen Grundgedanken getragen. Diese Grundgedanken sind in der Kurzfassung zusammengefasst. Folglich ist die Kurzfassung inhaltlich immer identisch, egal welche landesbezogene Portierung gewählt wurde.
- Maschinenlesbare Fassung im RDF-Format, sodass die Lizenz von Suchmaschinen erkannt wird (ebenfalls international identisch).

### Portierungen auf lokale Rechtssysteme
Da das Urheberrecht in vielen Ländern sehr unterschiedlich gehandhabt wird, existieren für viele CC-Lizenzen auf das lokale Rechtssystem zugeschnittene Fassungen, sogenannte „portierte Lizenzen“ oder kurz „Ports“. Sie sind jeweils an ein bestimmtes Rechtssystem angepasst. Die Wahl zwischen einem länderspezifischen „Port“ der Lizenz und der jeweiligen „Unported“-Lizenz bleibt jedoch dem Urheber oder Rechteinhaber des Werks überlassen. Alle „Ports“ zielen darauf ab, im Ergebnis vor dem Hintergrund des nationalen Rechts dieselben Wirkungen zu erzielen wie in der „Unported“-Lizenz vorgesehen. Dieses Vorgehen ist notwendig, da es kein weltweit einheitliches Urheberrecht gibt.

Übersicht der Länder mit spezifischen CC-Lizenzen (Stand 2014):
existierend
in Umsetzung
beabsichtigt

Seit dem 4. Juni 2004 existieren Lizenzversionen für Brasilien, am 11. Juni und 18. Juni folgten Umsetzungen für Deutschland und die Niederlande. Die deutschen Creative-Commons-Lizenzen in der Version 3.0 sind am 24. Juli 2008 erschienen. Österreichische Lizenzen sind ebenfalls seit 2004 und in der Version 3.0 seit August 2008 verfügbar. Seit dem 26. Mai 2006 ist eine Schweizer Version der CC-Lizenzen in der Version 2.5 verfügbar, seit April 2012 auch in der Version 3.0. Seit Februar 2012 steht für Irland ebenfalls eine Version 3.0 zur Verfügung. Eine deutsche Übersetzung (keine Portierung) der „internationalen“ Version 4.0 der Creative-Commons-Lizenzen wurde im Januar 2017 bereitgestellt.

### Rechtliche Bewertung in Deutschland
Die Creative-Commons-Lizenzen stellen im deutschen Recht Allgemeine Geschäftsbedingungen dar, für die es bestimmte gesetzliche Vorgaben gibt. Beispielsweise dürfen diese keine überraschenden Vertragsklauseln enthalten. Zweifel bezüglich der Auslegung der Lizenzen gehen stets gemäß § 305c Abs. 2 BGB zu Lasten des Lizenzgebers. Bei älteren, „unportierten“ Versionen, die nicht in deutscher Sprache vorlagen, war unklar, ob die Lizenznehmer den Inhalt der CC-Lizenz beim Vertragsschluss in zumutbarer Weise zur Kenntnis nehmen konnten.
Bei der Nutzung von Abbildungen unter der Lizenz CC-BY ist unbedingt auf die Namensnennung bei der Abbildung zu achten. Zahlreiche Abbildungen, die bei Wikipedia veröffentlicht sind, laufen unter dieser Lizenz. Erfolgt die Namensnennung nicht, kann das eine Abmahnung im Auftrag des Lizenzgebers mit hohen Kosten zur Folge haben.

## Beispiele für Verwendungen

### ZDF
Seit Juni 2020 werden wöchentlich unter der Marke Terra X Kurzclips von verschiedenen Sendungen des ZDF unter den freien Creative-Commons-Lizenzen CC BY 4.0 und CC BY-SA 4.0 in der ZDFmediathek veröffentlicht. Durch die freie Lizenz können diese Videos für beliebige Zwecke geteilt und bearbeitet werden. Einzige Voraussetzungen sind Namensnennung und Beibehaltung der Bedingungen.
Bei einem älteren Projekt betrieb das ZDF unter dem Titel „ZDFcheck“ eine Plattform im Internet, mit der im Vorfeld zur Bundestagswahl 2013 die Aussagen der politischen Bewerber überprüft wurden. Internetnutzer konnten sich mit Kommentaren beteiligen, die redaktionelle Auswahl oblag der ZDF-Redaktion. Laut dem Verein Wikimedia Deutschland, der den ZDFcheck unterstützte, war das Projekt „ein erster Meilenstein in der Zusammenarbeit mit einem öffentlich-rechtlichen Sender“. Die Ergebnisse, insgesamt 20 Grafiken, von denen zwei tatsächlich in Artikeln verwendet werden konnten, erschienen unter der CC-Lizenz Namensnennung 3.0 und sollten crossmedial im ZDF und auf heute.de verwendet werden. Das Projekt existierte noch eine Zeitlang mit anderen Themen.

### ARD
Nachdem das ZDF im Sommer 2020 begann, Clips unter Creative Commons zu veröffentlichen, kündigte auch die ARD an, Clips in der ARD Audiothek unter Creative-Commons-Lizenz zu veröffentlichen, die allerdings weder kommerziell genutzt noch verändert werden dürfen. Unter denselben Bedingungen veröffentlicht die Tagesschau seit Oktober 2020 Erklärclips. Im Januar 2023 gab der NDR bekannt, auch kommerzielle Nutzungen und Bearbeitungen der Creative-Commons-Clips der Tagesschau zuzulassen, sodass diese unter anderem in Wikipedia-Artikel eingearbeitet werden können.
Bereits zuvor haben einzelne Anstalten der ARD begonnen, Content unter Creative Commons zu stellen. So bietet der NDR in einem Pilotprojekt einzelne Beiträge der Sendungen von Extra 3 und ZAPP zum Herunterladen unter Creative-Commons-Non-Commercial-No-Derivatives-Lizenz an. Seit Dezember 2011 werden zudem ausgewählte Beiträge der Sendung quer im Bayerischen Rundfunk (BR) unter der CC-Lizenz „Namensnennung, nicht kommerziell, keine Bearbeitung 3.0 Deutschland“ veröffentlicht.

### BBC-Archiv
Ein Projekt unter Verwendung einer CC-Lizenz plante die BBC mit einem Filmarchiv – Creative Archive –, das online zugänglich gemacht wurde. Dabei half Lawrence Lessig beim Entwickeln des Lizenzgerüsts. Die Pilotphase war 2006 abgeschlossen. Die Filme dürfen allerdings nur innerhalb des Vereinigten Königreichs weiterverteilt werden. Nach Ende der Pilotphase stoppte die BBC die Veröffentlichung von Filmen unter der Creative-Archive-Lizenz.

### Open Choice
Im Zuge der Open-Access-Initiative, der freien Publikation von wissenschaftlichen Arbeiten im Internet, begann 2004 der Springer-Verlag seinen Autoren die Möglichkeit anzubieten, ihre Werke gegen eine Pauschale von 3000 Dollar (2200 Euro ohne Mehrwertsteuer) im Volltext freizuschalten und unter eine CC-Lizenz zu stellen. Springer begründete damit die sogenannten Hybriden Open-Access-Zeitschriften, und sehr bald folgten die meisten anderen großen Wissenschaftsverlage diesem Beispiel.

### Space Night
Im Februar 2013 entschied der BR, die Sendung Space Night künftig nur noch mit Musik unter CC-Lizenz zu unterlegen. Dieser Schritt erfolgte, nachdem der Sender die Absetzung der Sendung wegen zu hoher GEMA-Gebühren angekündigt hatte und sich eine Initiative von Fans für den Erhalt durch Einsatz von Musik unter CC-Lizenzen gebildet hatte. Es ist die erste Sendung im öffentlich-rechtlichen Fernsehen, die grundsätzlich Musik unter CC-Lizenzen benutzt.

### Radio Fritz
Fritz, die Jugendwelle im Rundfunk Berlin-Brandenburg, sendet in seinem Programm gelegentlich kurze Einspieler zwischen zwei Songs, oft mit satirischem Charakter. Diese Jingles werden unter der CC-Lizenz Namensnennung, keine kommerzielle Nutzung, keine Bearbeitung veröffentlicht und sind auf der Website des Hörfunksenders verfügbar.

### Audioportal Freier Radios
Der Bundesverband Freier Radios e. V. betreibt eine Austauschplattform für Radiobeiträge. Auf dem Portal liegen weit über 50.000 Radiobeiträge, die unmittelbar angehört, heruntergeladen sowie von anderen Radiostationen gesendet werden können. Die meisten Beiträge werden unter der Creative-Commons-Lizenz CC BY-NC-SA 2.0 de angeboten.

### Cultural Broadcasting Archive
Die Freien Radios in Österreich veröffentlichen und tauschen ihre Beiträge über die Plattform Cultural Broadcasting Archive aus. Viele Sendungen der Stationen werden oft als Ganzes online gestellt (wobei der Nicht-CC-Teil, zumeist die Musik, beim Anhören ausgeblendet wird), darüber hinaus werden auch viele einzelne Beiträge und Interviews online gestellt. Die meisten Sendungen sind dabei CC BY-NC, die Uploader können jedoch selbst entscheiden, ob die Beiträge kommerziell verbreitet oder bearbeitet werden dürfen.

### CC-Lizenzen in der Literatur
Im Bereich der insbesondere wissenschaftlichen Fachliteratur (als Form des Open Access) ist es wie im Bereich der Musik inzwischen üblich, unter einer CC-Lizenz zu veröffentlichen. Im Gegensatz dazu finden diese Lizenzen im Bereich der Literatur, insbesondere in der Belletristik, im deutschsprachigen Raum bisher nur wenig Verwendung. Als wegweisend können hier die Romane und Storys des kanadischen Autors Cory Doctorow gelten, die auch ins Deutsche übertragen und unter einer CC-Lizenz publiziert wurden. Einen ähnlichen Ansatz verfolgt der Schriftsteller Francis Nenik, der seine Prosa-Werke, so u. a. die Romane „XO“ und „Münzgesteuerte Geschichte“, ebenfalls unter einer CC-Lizenz veröffentlicht hat.

### CC-Lizenzen in der öffentlichen Verwaltung
Auf data.gv.at hat das Bundeskanzleramt in Österreich eine Plattform geschaffen, auf der österreichische Behörden seit 2012 Daten unter CC BY 3.0 bereitstellen können.
Auch die EU empfiehlt die Verwendung einer CC-Lizenz. Das deutsche Innenministerium wollte 2012 hingegen eine eigene Deutsche Lizenz schaffen, Kritikpunkte wurden in der CC 4.0 von 2013 bereits bereinigt. Ein Gutachten der Kanzlei TaylorWessing vom April 2024 kommt zum Schluss, dass es keine praktischen Hindernisse für Verwaltungen gibt, diese Lizenz zu verwenden.

## Sonstige rechtliche Werkzeuge

### CC Plus

CC+ Lizenzfeld

CC+ ist ein Protokoll, das die Erteilung von zusätzlichen Rechten, die über die Creative-Commons-Lizenz hinausgehen, maschinell abhandeln kann. Das Projekt soll den Einsatz von Creative-Commons-Lizenzen im kommerziellen Bereich erleichtern. Eine Möglichkeit wäre die kommerzielle Nutzung eines nur für nichtkommerziellen Nutzen freigegebenen Werks oder eine Implementierung des Street Performer Protocols. CC+ benutzt ccRel, ein etabliertes Verfahren zur Kennzeichnung von CC-lizenziertem Inhalt.

### CC0
| Icons | Kürzel | vollständige Bezeichnung                                                                                                 | Lizenzbedingungen (Unported) | „Approved for Free Cultural Works“? |
| ----- | ------ | --- | ---------------------------- | ----------------------------------- |
|       | CC0    | kein Copyright wenn möglich (Public domain) („no Copyright“); wenn nicht, wie in Deutschland, eine bedingungslose Lizenz | Version 1.0                  | Ja                                  |

CC0 (gesprochen cc zero) vereinigt in sich zwei rechtliche Werkzeuge, eine Verzichtserklärung und eine bedingungslose Lizenz. Die bedingungslose Lizenz fungiert als Rückfallposition (englisch „fallback license“) für den Fall, dass die vorrangige Verzichtserklärung nach dem jeweils geltenden Recht nicht voll wirksam ist. Mit der Verzichtserklärung wird der Verzicht auf sämtliche Schutzrechte erklärt. Dadurch soll das jeweilige Werk durch den Urheber bzw. Rechteinhaber aktiv in die Gemeinfreiheit überführt werden (englisch „voluntary public domain“). Wenn diese Überführung rechtlich nicht möglich ist – wie beispielsweise in Deutschland oder Österreich – stellt die in CC0 enthaltene „Fallback License“ gewissermaßen eine Creative-Commons-Lizenz ohne die sonst üblichen Lizenzbedingungen (BY, SA, ND, NC, siehe oben) dar. CC0 soll nach der Vorstellung von Creative Commons auch und besonders für Datenbanken geeignet sein. Nachdem sich das Projekt seit dem 16. Januar 2008 in der Beta-Phase befand, wurde die Version 1.0 im März 2009 vorgestellt. CC0 ersetzt die nun obsolete „Public Domain Dedication and Certification“ (PDDC). Ein bekanntes Datenbankwerk, das unter CC0 gestellt wurde, ist die Gemeinsame Normdatei.

### Ältere Lizenzen
In neueren Lizenzen ist eine Namensnennung (Kürzel BY) zwingend notwendig. In älteren Lizenzen (Version 1.0) war das noch nicht so. Weiter wurden die Lizenzen eingestellt, die nicht-kommerzielle Kopien verbieten. Dazu gehören die Sampling- und die DevNations-Lizenz.
Diese Lizenzen sind weiterhin gültig; ihre Verwendung bei neuen Werken wird von Creative Commons nicht mehr empfohlen.
| Icons | Kurzform                    | Bedeutung | Lizenzbedingungen | „Approved for Free Cultural Works“? | Grund für die Einstellung                                                  |
| ----- | --------------------------- | --- | ----------------- | ----------------------------------- | -------------------------------------------------------------------------- |
|       | ND                          | Keine Bearbeitung | Version 1.0       | Nein                                | keine Nachfrage                                                            |
|       | ND-NC                       | keine Bearbeitung, nicht kommerziell | Version 1.0       | Nein                                | keine Nachfrage                                                            |
|       | NC                          | Nicht kommerziell | Version 1.0       | Nein                                | keine Nachfrage                                                            |
|       | NC-SA                       | Nicht kommerziell, Weitergabe unter gleichen Bedingungen | Version 1.0       | Nein                                | keine Nachfrage                                                            |
|       | SA                          | Weitergabe unter gleichen Bedingungen (ähnlich zur GPL, allerdings inkompatibel) | Version 1.0       | Ja                                  | keine Nachfrage                                                            |
|       | DevNations                  | Namensnennung erforderlich, gilt nur in Entwicklungsländern | Version 2.0       | Nein                                | keine Nachfrage, erlaubt keine globale nicht-kommerzielle Vervielfältigung |
|       | Sampling                    | Namensnennung erforderlich, verbietet Vervielfältigen des Werkes. Wiederverwendung von Teilen des Werkes (bei Film oder Musik) oder als Teil eines neuen Werkes (bei Bildern) erlaubt | Version 1.0       | Nein                                | keine Nachfrage, erlaubt keine globale nicht-kommerzielle Vervielfältigung |
|       | Sampling Plus               | Namensnennung, abgeleitete Werke nur in Form von Sampling oder Mashups erlaubt | Version 1.0       | Nein                                | Nicht kompatibel mit anderen CC-Lizenzen, keine Nachfrage                  |
|       | NonCommercial Sampling Plus | Namensnennung, abgeleitete Werke nur in Form von Sampling oder Mashups erlaubt, nicht kommerziell                                                                                     | Version 1.0       | Nein                                | Keine Nachfrage                                                            |

#### Entwicklungsländer
Die „Developing Nations License“ erlaubt ausschließlich Entwicklungsländern Veränderungen und Verarbeitungen (Derivate) jeder Art. Entwicklungsländer sind in diesem Zusammenhang solche, die von der Weltbank nicht als „high-income economy“ eingestuft werden. Benutzer aus Industriestaaten sind von diesen Rechten ausgeschlossen, ihnen steht nur das Leserecht zu. Diese Lizenz wurde mittlerweile wieder eingestellt, da sie erhebliche Kompatibilitätsprobleme mit sich brachte. Allgemein fördern alle offenen Lizenzen den Wissensaustausch mit Entwicklungsländern, so dass der Bedarf für eine spezielle Lizenz gering war.

#### Sampling-Lizenzen
Die Sampling-Lizenzen (angepasst für die Vereinigten Staaten und Brasilien) wurden in Zusammenarbeit mit Gilberto Gil, Minister für Kultur in Brasilien und bekannter Musiker, entwickelt.

#### Music Sharing License
Die Music-Sharing-Lizenz ist keine eigenständige Lizenz, sondern lediglich eine andere, auf der CC-Webpräsenz inzwischen nicht mehr verwendete, Bezeichnung für die by-nc-nd-Lizenz. Sie gestattet dem Nutzer, die vom Urheber derart lizenzierte Musik herunterzuladen, zu tauschen und über Webcasting zu verbreiten, jedoch nicht den Verkauf, die Bearbeitung oder kommerzielle Nutzung. Die Bezeichnung „Music Sharing License“ ist dabei irreführend. Obgleich durch sie der Eindruck erweckt wird, diese Lizenz sei die einzig mögliche bzw. empfohlene CC-Lizenz für musikalische Inhalte, sind selbstverständlich auch andere, weniger restriktive CC-Lizenzen anwendbar. So finden beispielsweise auf der Internet-Musikplattform Jamendo alle sechs aktuellen Lizenzen Anwendung. Zum anderen kann diese Lizenz natürlich auch für andere Arten von Inhalten verwendet werden.

#### Founders’ Copyright
Neben den Kernlizenzen und CC0 stellte Creative Commons eine Art rechtsgeschäftliche „Simulation“ des alten amerikanischen Urheberrechts zur Verfügung, nämlich die Erklärung, der Urheber stelle sein Werk unter das sogenannte „Founders’ Copyright“ von 1790. Es sah seinerzeit eine Wirkungsdauer des „Copyright“ von nur 14 Jahren vor, die um nochmals 14 Jahre verlängert werden konnte. Anschließend galt das Werk als gemeinfrei. Durch eine genau dies besagende öffentliche Erklärung, die Creative Commons entworfen hat, kann diese Rechtswirkung zumindest vor dem Hintergrund des US-amerikanischen Rechts noch heute nachgebildet werden. Das Creative Commons „Founders’ Copyright“-Projekt wurde 2013 eingestellt.
Zum Vergleich: Nach der heute weltweit fast überall geltenden Grundregelung der „Revidierten Berner Übereinkunft“ hat das Urheberrecht eine Laufzeit von mindestens 50 Jahren nach dem Tod des Urhebers, in den meisten Industriestaaten hat man sich jedoch für eine Regelschutzfrist von 70 Jahren entschieden. Des Weiteren gibt es in den Vereinigten Staaten für Firmen die Möglichkeit, ein Copyright über 95 Jahre zu besitzen.

## Rezeption

### Auszeichnungen
- Creative Commons wurde 2004 beim Prix Ars Electronica mit der Goldenen Nica in der Kategorie „Net Vision“ ausgezeichnet.

### Kritik und Probleme
Es gibt einige Kritikpunkte, aber auch Vorurteile gegenüber Lizenzen von Creative Commons:
- Verständlichkeit: Die Kurzfassungen der Lizenzen reichen nicht unbedingt aus, um genau zu verstehen, was erlaubt ist. Der Nutzer muss dann die Langfassung lesen, die möglicherweise fachlich zu schwierig ist. Michael Seemann schrieb am 6. Dezember 2012 in Zeit Online: „Wirklich verstanden werden die Lizenzen nur in Nerdkreisen, die sich darauf spezialisiert haben.“[55]
- Verträglichkeit: Das Prinzip von Copyleft (bei Creative Commons spricht man von share alike) besagt, dass man neue, abgewandelte Werke unter derselben Lizenz wie das ursprüngliche Werk veröffentlichen muss. Kombiniert man Werke, die unter verschiedenen Lizenzen stehen, werden möglicherweise Lizenzinkompabilitäten produziert.[56] Dieses „Bastard-Problem“ gilt sowohl für den Fall, dass alle Werke unter CC-Lizenzen stehen, als auch für den, dass man Lizenzen zum Beispiel aus dem GNU-Projekt nimmt.
- Die Free Software Foundation erkennt CC BY 2.0 und CC BY-SA 2.0 als freie Lizenz (für andere Werke als Software oder dessen Dokumentation) an.[57] Jedoch wurde das Projekt von Richard Stallman heftig kritisiert, da Lizenzen veröffentlicht wurden, die keine globale nicht-kommerzielle Vervielfältigung zuließen (CC-Sampling, CC-DevNations).[58] Creative Commons stellte daraufhin besagte Lizenzen ein.[59]
- Das Modul Nicht kommerziell sorgt gelegentlich für Probleme, da nicht klar definiert ist, was genau mit kommerziell gemeint ist. Dadurch können ungeahnte Nutzungsarten ausgeschlossen werden, beispielsweise die Verwendung von Inhalten in kostenpflichtigen Lehrveranstaltungen, Zeitungen, Blogs oder der Wikipedia. Dies birgt insgesamt Rechtsunsicherheiten.[60][61] Die Definition des Moduls wurde auch mit Version 4.0 nicht präzisiert.[62][63]
- Auch das Modul Namensnennung kann zu Problemen führen, da eine korrekte Erfüllung der Anforderung kompliziert werden kann.[64][65] Ein Beispiel ist die Weiterverwendung von Wikipedia-Artikeln, bei denen sich aufgrund der möglichen großen Anzahl von Autoren die Anforderung der Namensnennung schwierig gestalten kann.
- Viele Informationen gibt es nur auf Englisch.

### Rechtsprechung
- Niederlande: Rechtbank Amsterdam, 9. März 2006[66]
 Adam Curry, ein Pionier des Podcasting, veröffentlichte in der Webcommunity Flickr Fotos seiner Familie unter der Lizenz „Non-commercial Share Alike (by-nc-sa)“ (nur nichtkommerzielle Zwecke). Das niederländische Boulevardmagazin Weekend verwendete die Fotos für einen Bericht über Currys fünfzehnjährige Tochter. Am 9. März 2006 erkannte ein Gericht in Amsterdam eine Urheberrechtsverletzung und verurteilte das Magazin bei weiteren Verstößen zur Zahlung von 1000 Euro je Bild an Curry.[67] Obwohl die Strafe relativ gering ausfiel, wurde hier die Gültigkeit von Creative Commons bestätigt.
- Spanien: Juzgado de Primera Instancia nº 6 de Badajoz, 17. Februar 2006[68]
Ein weiteres Urteil wurde in Spanien gefällt. Dort hatte die spanische Verwertungsgesellschaft Sociedad General de Autores y Editores gegen einen Barbesitzer geklagt. Da dieser aber nur Musik spielte, die unter CC-Lizenz stand, bekam er Recht.[69] Die Rechte der Verwertungsgesellschaften erstrecken sich daher nicht auf nicht-proprietäre Inhalte.
- USA: United States District Court for the Northern District of Texas, 16. Januar 2009[70]
 Keine Entscheidung in der Sache mangels personal jurisdiction über die Beklagte. Im August 2008 bestätigte allerdings der United States Court of Appeals for the Federal Circuit (CAFC) Verstöße gegen die Bedingungen freier Lizenzen als Urheberrechtsverletzung (Jacobsen v. Katzer, JMRI Project license).[71]
- Belgien: Tribunal de Première Instance de Nivelles, 26. Oktober 2010[72]
 Schadensersatz für die Band Lichôdmapwa wegen Verstoßes gegen „BY“ und „NC“; der Organisator des Theaterfestivals von Spa hatte das Stück „Aabatchouk“ als Hintergrundmusik in einem Radiowerbespot verwendet. Allerdings blieb der zugesprochene Betrag hinter den Klageanträgen zurück, da die Band ihr Werk zur nicht-kommerziellen Verwertung freigegeben, jedoch Schadensersatz über den üblichen Tarifen für kommerzielle Nutzungen verlangt hatte.
- Israel: Bezirksgericht Jerusalem, 6. Januar 2011.[73]
 Schadensersatz für zwei Hobbyfotografen wegen Verwendung von Flickr-Fotos durch einen Reisebuchverlag unter Verstoß gegen „NC“.
- Deutschland:
  - AG Frankfurt am Main, Urteil vom 5. Januar 2022[74]
Dem Lizenzgeber steht kein Anspruch auf Lizenzkostenersatz und kein Anspruch auf Ersatz seiner Anwaltskosten zu, wenn sein Bild, ohne seinen Namen zu nennen, veröffentlicht wird. Der Lizenzgeber, ein bekannter „eifriger Abmahner“,[75] hatte zwei Fotos aus der Stadt Gelnhausen auf Wikimedia Commons veröffentlicht, die danach von einer Gewerbetreibenden auf ihrer eigenen Internetseite veröffentlicht wurden, ohne seinen Namen zu nennen.
  - OLG Köln, Urteil vom 31. Oktober 2014;[76] LG Köln, Urteil vom 5. März 2014[77]
Das Oberlandesgericht Köln sah in der Nutzung eines Ausschnitts eines unter CC BY-NC 2.0 stehenden Bildes auf der Internetseite einer öffentlich-rechtlichen Rundfunkanstalt mehrere Verstöße gegen die CC-Bestimmungen: Es verstoße gegen „BY“, weil bei dem Beschnitt der in das Originalfoto eingeblendete Name des Urhebers in der unteren Ecke abgeschnitten wurde. Auch seien die Bestimmungen zur zulässigen Bearbeitung nicht eingehalten worden, weil nicht darauf hingewiesen wurde, dass es sich bei der verwendeten Fassung um einen Ausschnitt handelte. Das OLG verurteilte zur Unterlassung. Wegen Unklarheit, was mit „nichtkommerziell“ gemeint ist, wurde aber kein Schadensersatz zugesprochen. Denn der Wert der nichtkommerziellen Nutzung eines unter der CC BY-NC 2.0 stehenden Bildes betrage null Euro. Der Verstoß gegen die Pflicht zur Namensnennung führt nach deutschem Recht lediglich zu einem 100-%-Aufschlag auf den Schadensersatz – dazu führt das OLG aus: „Aber 100 % von 0 sind immer noch 0; ferner ist zu berücksichtigen, dass die Bekl. den Kl. als Urheber benannt hat, wenn auch nicht in der nach den Lizenzbedingungen geschuldeten Form.“
  - Landgericht Berlin, Einstweilige Verfügung vom 8. Oktober 2010.[78]
Die Urheberrechtsverletzerin, eine Partei, hatte in ihrem Blog ein Foto der Fotografin verwendet, ohne ihren Namen und die Quelle nach der zugrundeliegenden Creative-Commons-Lizenz Attribution – ShareAlike 3.0 Unported zu kennzeichnen. Die Fotografin setzte mit einer einstweiligen Verfügung durch, dass durch die Partei die Lizenzbedingungen der CC-Lizenz eingehalten werden müssen.

### Wissenschaftliche Verlage
Im Mai 2019 änderte Springer Nature seine Vorgaben für Zeitschriftenautoren dahingehend, dass Beiträge, die als Preprint verbreitet werden, auch unter einer Creative-Commons-Lizenz auf einer entsprechenden Plattform veröffentlicht werden dürfen.